# Henrietta Harley
Henrietta Harley, Condesa de Oxford y Condesa Mortimer (de soltera Lady Henrietta Cavendish Holles; 11 de febrero de 1694-9 de diciembre de 1755) fue una noble inglesa. 

## Biografía
Henrietta Canvendish Holles fue hija única y heredera de John Holles, primer duque de Newcastle y su esposa, Lady Margaret Cavendish, hija de Henry Cavendish, segundo duque de Newcastle-upon-Tyne.
Su mano fue pedida en matrimonio incluso en su juventud como medio de alianza con su poderoso padre. Entre sus pretendientes estaban el Intendente de la Corte de un Conde del Sacro Imperio Romano Germánico en diciembre de 1703, el hijo del Elector de Hannover (más tarde Jorge I de Gran Bretaña) en junio de 1706, el hijo del Duque de Somerset, Edward Seymour, en 1707– 1711, el conde Nassau en 1709, y finalmente Lord Danby (nieto de Thomas Osborne, primer duque de Leeds) en 1711, antes de que su padre concediera su mano a Edward Harley, segundo conde de Oxford y conde de Mortimer. Se casaron el 31 de agosto de 1713 en el Salón Wimpole. Ella aportó a su matrimonio, a través de su herencia, Welbeck Abbey en Nottinghamshire y Wimpole Hall en Cambridgeshire.
Tuvieron dos hijos. Henry Cavendish Harley, Lord Harley, quien vivió solo cuatro días y su única hija en alcanzar la madurez, Margaret (1715-1785), por lo que aunque ella heredó la mayor parte de las fortunas combinadas de Holles y Harley tras la muerte de sus padres, el título de conde de Oxford y conde de Mortimer pasó al primo de Edward, también llamado Edward.

## Muerte
Henrietta Harley falleció el 9 de diciembre de 1755 y fue enterrada el 26 de diciembre del mismo año en la bóveda del duque de Newcastle en la abadía de Westminster.

## Reconocimientos
Henrietta Place (anteriormente Henrietta Street) en Marylebone en la ciudad de Westminster en el centro de Londres fue nombrada en su honor. Cercanamente se encuentra Harley Street, nombrada así en honor a su esposo. La plaza Cavendish también debe su nombre a la condesa.